# Menachem Bello
Menachem Bello, communément appelé Miko Bello, né le 24 décembre 1947, est un footballeur international israélien, évoluant au poste de défenseur.

## Carrière
Natif de Tel-Aviv, Bello passe l'ensemble de sa carrière au Maccabi Tel-Aviv. Un an après son arrivée au sein de l'effectif professionnel, il fait ses débuts en équipe nationale, à l'âge de dix-sept ans, face à la Bulgarie en 1965 dans le cadre des qualifications pour la Coupe du monde 1966. En 1965, il remporte sa première Coupe d'Israël et deux ans plus tard, il fait partie de l'équipe du Maccabi qui remporte la première Coupe d'Asie des clubs champions (qui plus tard sera renommé Ligue des champions de l'AFC). En 1968, il décroche son premier championnat israélien.
Sélectionné pour les Jeux olympiques d'été de 1968, il joue les quatre matchs des israéliens dans cette compétition comme titulaire. Deux ans plus tard, il fait le voyage au Mexique pour la Coupe du monde 1970 et ne joue qu'un seul match, face à l'Italie, où il écope d'ailleurs d'un carton jaune.

## Palmarès
- Vainqueur de la Ligue des champions de l'AFC en 1967 et 1969 avec le Maccabi Tel-Aviv
- Champion d'Israël en 1968, 1970, 1972, 1977 et 1979 avec le Maccabi Tel-Aviv
- Vainqueur de la Coupe d'Israël en 1964, 1965, 1967, 1970 et 1977 avec le Maccabi Tel-Aviv
- Vainqueur de la Supercoupe d'Israël en 1977 et 1979 avec le Maccabi Tel-Aviv